# Chloe Jones
Chloe Jones, pseudonimo di Melinda Dee Jones (Houston, 17 giugno 1975 – Houston, 4 giugno 2005), è stata una modella e attrice pornografica statunitense.

## Carriera
Melinda Dee Jones è cresciuta a Silsbee, in Texas, e dopo essersi diplomata alla Silsbee High School, nel 1994, è diventata una modella e attrice. Chloe è stata la Pet of the Month di Penthouse nell'aprile del 1998 e ha cominciato a girare film per adulti nel 2001, ritirandosi nel 2004; durante questo periodo ha partecipato a 18 film. Jones aveva conseguito una certa fama come modella di nudo ed era una figura ben conosciuta nel mondo dell'intrattenimento per adulti quando decise di ritirarsi.
Nel gennaio 2000 riportò una frattura multipla ad un braccio. Ha sostenuto di soffrire di epilessia, ma sua sorella ha smentito la veridicità della notizia, sostenendo che Chloe volesse solo attirare l'attenzione.
Dopo aver deciso di entrare nell'industria dell'hardcore ha firmato un contratto esclusivo con la compagnia New Sensations, a cui è seguito un contratto con la Vivid Entertainment nel febbraio del 2003. Nessuno dei due contratti durò a lungo (fu legata alla Vivid appena 5 mesi), e alcune voci hanno attribuito questo alla "difficile natura" di Jones. Probabilmente è stata licenziata dalla Vivid per il suo uso di farmaci; anche in questo caso, dettagli più specifici non sono noti.
In ambito fotografico ha lavorato per Playboy e Vanity Fair ed è apparsa anche nella serie TV Baywatch.

## Morte
Prima di poter tornare a lavorare, tuttavia, la sua salute cominciò a dare segni di cedimento e nel 2005 Jones morì. La sua morte è stata attribuita a insufficienza epatica, causata da anni di abuso di alcool e farmaci; era dipendente dal Vicodin, ad esempio. È stata seppellita al Woodlawn Garden of Memories a Houston, in Texas.
Ha lasciato tre figli, una bambina, Chloe (nata nel 1996), due gemelli, Tristan e Austin (nati nel 1997), e suo marito.

## Il ruolo di Charlie Sheen
Contemporaneamente alla sua attività di attrice pornografica, Jones lavorava come accompagnatrice.
Nel marzo 2005 Jones sostenne al National Enquirer che Charlie Sheen era stato in gennaio fra i suoi clienti, pagando 15.000 dollari per del sesso orale. L'agente di Sheen contestò l'affermazione, sostenendo che Sheen non vedeva Jones dal 1996.
Dopo la morte di Jones la moglie di Sheen, Denise Richards, inoltrò un'ordinanza restrittiva contro il marito, sostenendo che lui non negava qualche tipo di coinvolgimento nella morte di Jones. Nel maggio 2006 il tabloid americano Globe pubblicò una intervista alla madre di Jones, chiamata Donna Jones, in cui si sosteneva che ella stesse considerando un'azione legale contro Sheen, in quanto Chloe le aveva detto di aver ricevuto minacce di morte. A seguito di ciò Donna Jones Noeller fece causa al Globe, affermando di non aver mai rilasciato una simile intervista e che il tabloid aveva modificato le sue dichiarazioni.

## Riconoscimenti
- Pet of the Month aprile del 1998

## Filmografia
- Adult Video News Awards 2002 (2002)
- Air Erotica (2003)
- Body Talk (2002)
- Chloe And Rose: Fucked Up Adventure (2004)
- Chloe Jones You Don't Know Me 1 (2004)
- Chloe Jones You Don't Know Me 2 (2004)
- Chloe's Pool Party (2004)
- Coming From Behind (2004)
- Fantasy All Stars 9 (2008)
- Haulin' Ass (2003)
- In Defense (2003)
- Inside The Mind Of Chloe Jones (2003)
- Love Machine (2001)
- Loveless (2003)
- Low Lifes (2003)
- Making Ends Meet (2004)
- Not Charlie Sheem's House of Whores XXX Parody (2011)
- Sweetwater (2002)
- Virtual Sex with Chloe Jones (2001)
- Where the Boys Aren't 16 (2003)
- Where the Boys Aren't 17 (2004)